# Casa Lacruz

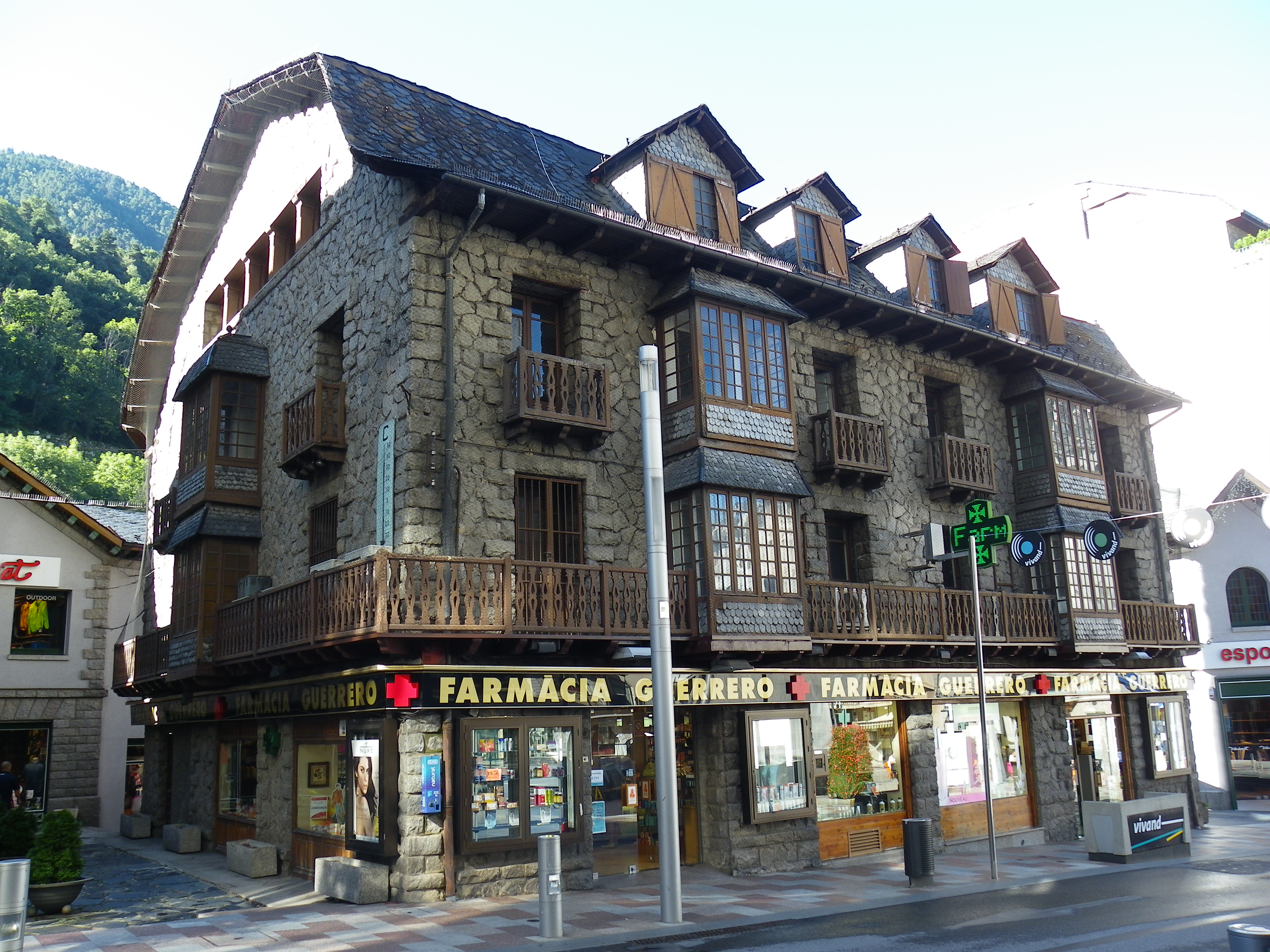

Casa Lacruz (katalanisch für Haus Lacruz) ist ein Wohn- und Geschäftshaus in der andorranischen Gemeinde Escaldes-Engordany in der Fußgängerzone Avinguda Carlemany 61.

## Geschichte
Das Gebäude wurde 1940 vom katalanischen Architekten Josep Puig i Cadafalch geplant und 1942 fertiggestellt. Bauherr war Marian Lacruz Casamajor, Gründer der Apotheke Farmàcia Guerrero. Diese befindet sich bis heute im Erdgeschoss. Das Gebäude zählt zu den Werken, die Josep Puig in seiner dritten und letzten Schaffensperiode in den Jahren 1936 bis 1942 schuf. Das auf der Außenseite verwendete Material ist Granitstein in Form von unregelmäßig angeordneten Waben in der typisch andorranischen Granit-Architektur, jedoch kombiniert mit Elementen der Baustile von Valencia und Andalusien sowie Balkonen, Veranden, Fenstern und außergewöhnlichen Dachformen. Als Ergebnis entstand ein neo-barockes Gebäude.
Die Immobilie wurde wegen ihrer Bedeutung der Granit-Architektur von Andorra 2004 als Denkmal geschützt.